# پل مک گوان (بازیکن فوتبال)
پل مک گوان (انگلیسی: Paul McGowan؛ زادهٔ ۷ اکتبر ۱۹۸۷) بازیکن فوتبال اهل بریتانیا است.
از باشگاه‌هایی که در آن بازی کرده‌است می‌توان به باشگاه فوتبال همیلتون آکادمیکال، باشگاه فوتبال داندی، باشگاه فوتبال سنت میرن، و باشگاه فوتبال سلتیک اشاره کرد.